# Steven Taylor
Steven Vincent Taylor (født 23. januar 1986 i Greenwich, England) er en engelsk fodboldspiller, der spiller som midterforsvarer hos Peterborough United. Han har tidligere spillet en årrække i Newcastle.

## Landshold
Taylor har (pr. april 2018) endnu ikke optrådt for Englands A-landshold, men har siden 2004 optrådt flere gange for landets U-21 hold, ligesom han i 2007 spillede en enkelt kamp for et specialudvalgt "B-landshold".